# Atef Montasser
Atef Fahim Mohamed Montasser (15 septembre 1948 - 14 avril 2018) est un producteur de musique égyptien. Directeur artistique et fondateur de la maison de disque Sout el-Hob. Montasser est reconnu pour avoir découvert les nouveaux talents en Égypte et dans le monde Arabe comme Hany Shaker, Ahmed Adaweyah, Aziza Jalal, Mohammad Fouad, Medhat Saleh, Omar Fathi, El Masryeen, Four M et Metkal Kenawy. Il est reconnu pour avoir rendu célèbre la chanteuse Warda al-Jazairia.

## Biographie
Atef Montasser est né le 15 septembre 1948 à Tanta, gouvernorat d’Al-Gharbiya en Égypte.Il est diplômé de la Faculté de commerce à l’Université du Caire. Il a quatre frères et sœurs : Samia, Ahmed, Mohamed Abdel-Mon’em and Mostafa. Atef ne s’est jamais marié. 
Au début de sa carrière, il a travaillé pour l’entreprise familiale de construction. A 22 ans il a voulu arrêter et changer de carrière. A cette époque il rencontre Ma’moun al-Shinnawy, un poète, et ce dernier lui proposa de créer que maison de disque. Après de sérieuses négociations avec son père qui au début rejeta l’idée, il et son frère aîné ont finalement accepté de lui prêter de l’argent pour créer sa compagnie en 1972 dans une des salles de l’entreprise de construction familiale. Ils appelèrent la compagnie “Sout El-Hob”. Ma’moun al-Shinnawy travailla comme conseiller artistique de la compagnie. Mohsen Gaber, le propriétaire de la compagnie “Alam El-Phan” des chaînes de télévision “Mazzika” est le cousin d’Atef, Mohsen a aussi travaillé avec Atef en tant que distributeur physique avant qu’il établisse sa propre compagnie. 

## Maison de disqueSout El-Hob
Hany Shaker est l’un des premiers chanteurs que Montasser a découvert, il a produit ses 4 premiers morceaux. Montasser est reconnu pour avoir découvert les talents de Ahmed Adaweyah, Aziza Jalal, Mohammad Fouad, Medhat Saleh, et Metkal Kenawy. Il est reconnu pour avoir rendu célèbre la chanteuse Warda al-Jazairia. Il a aussi produit son film “Ah ya liel ya zaman” en 1977. Sout El-Hob a distribué de nombreux films localement et mondialement sous le nom de “Sout El-Hob Movies (Atef Montasser[9] et ses partenaires)”. Sout El-Hob a aussi enregistré la musique d’Omar Khairat ainsi que la récitation du Coran par le cheikh Mahmoud Khalil Al-Hussary. Le Coran a est composé de 31 cassettes. Également, sa compagnie a enregistré le Coran récité par le Sheikh al-Tablawi. Montasser a ranimé l’héritage musical de Sayed Darwish après avoir découvert le talent de Iman El Bahr Darwish. Il a enregistré les chansons de Fayza Ahmed et Najat Al Saghira sur cassette pour la première fois. De plus, il a produit la chanson « Fe Aman Allah » de Mohammed Abdu à son début de carrière. 
Atef Montasser a rencontré le compositeur Hani Shenouda dans les années 1970 et ils ont établi le groupe « El-Masryeen Band ». La première cassette du groupe contenant huit chansons courtes est sorti en 1977. Le processus d’enregistrement a pris huit mois. Auparavant, Montasser a importé des cassettes d’Allemagne et de Suisse. Les membres du groupe étaient : Mona Aziz, Eman Younis, Tahseen Yalmaz, Mamdouh Qassem and Omar Fathi. De nombreux poètes proéminents ont écrit des chansons pour le groupe comme Salah Jahin et Omar Batesha.En outre, Montasser a aussi rencontré le Docteur Ezzat Abu Ouf dans les années 1970. Ils ont créé ensemble le groupe “Four M”. Les membres du groupe étaient les sœurs de Ezzat Abu Ouf: Mona, Maha, Manal et Mervat. 
EMI Records Ltd, une maison de disque américano-britannique qui est une des compagnies du groupe Universal Music, a sélectionné “Sout El-Hob” en 1985 pour être son partenaire et prendre en charge sa production dans le monde arabe. Ce partenariat a duré 6 ans. Sout El-Hob est le quatrième catalogue de musique arabe le plus large du Moyen Orient et de l’Afrique du Nord. Sherif Montasser, le neveu d’Atef et fils de Mostafa Montasser est devenu le propriétaire et directeur exécutif de Sout El-Hob.  
Atef Montasser a produit 351 albums and 1830 morceaux. 

### Chanteurs enregistrés par la compagnie
- Ahmed Adaweyah
- Warda Al-Jazairia[10]
- El-Masryeen Band
- Hamid Al-Shairi
- Mohammad Fouad
- Medhat Saleh
- Leila Mourad
- Omar Khairat
- Hany Shaker
- Najat Al Saghira
- Iman El Bahr Darwish
- Aziza Jalal
- Fatma Eid
- Fayza Ahmed
- Four M
- Hany Mehanna
- Hany Shanouda
- Huda Sultan
- Mohamed El-Helw
- Majd El Qassem
- Mohammed Tharwat
- Mohammed Abdu
- Metkal Kenawy

### Chansons enregistrées par la compagnie
- El Sah El Dah Embo par Ahmed Adaweyah
- Esmaouny de Warda Al-Jazairia
- Fe El Seka par Mohammad Fouad
- Keda Bardo Ya Amar par Hany Shaker
- Kawkab Tany par Medhat Saleh
- Matehsebosh Ya Banat par El-Masryeen Band
- El Leila El Kebira par le groupe Four M
- Mahsobkom Endas d'Iman El Bahr Darwish [11]
- Fe Aman Allah de Mohammed Abdu [12]

## Mort et funérailles
Atef Montasser est décédé le 14 avril 2018. Ses funérailles ont eu lieu à la mosquée Omar Makram dans le centre-ville du Caire. Il a été enterré dans le cimetière familial à Nasr City.